# Cadillon
Cadillon település Franciaországban, Pyrénées-Atlantiques megyében. Lakosainak száma 103 fő (2022. január 1.). Cadillon Arricau-Bordes, Aurions-Idernes, Conchez-de-Béarn, Mont-Disse, Saint-Jean-Poudge és Vialer községekkel határos.

## Népesség
A település népességének változása:
| Lakosok száma | 101  | 105  | 111  | 110  | 112  | 117  | 119  | 111  | 103  |
|               | 2013 | 2015 | 2016 | 2017 | 2018 | 2019 | 2020 | 2021 | 2022 |